# Teken van Jellinek
Het teken van Jellinek is een begrip uit de oogheelkunde. Het verwijst naar hyperpigmentatie van de oogleden. Het kan een belangrijke aanwijzing dat iemand aan hyperthyreoïdie lijdt, maar het kan ook veroorzaakt worden door zonnebrand. Normaal gesproken is het teken van Jellinek goedaardig, maar het kan ook een teken zijn van hyperthyreoïdie in een vergevorderd stadium. Samen met het teken van Dalrymple, het teken van Rosenbach, en het teken van Stellwag kan het een aanwijzing zijn dat iemand aan de ziekte van Graves lijdt.